# دور دنیا در هشتاد روز (فیلم ۱۹۸۸)
«دور دنیا در هشتاد روز» (انگلیسی: Around the World in 80 Days (1988 film)) یک فیلم است که در سال ۱۹۸۸ منتشر شد.